# Stazione di Camposampiero

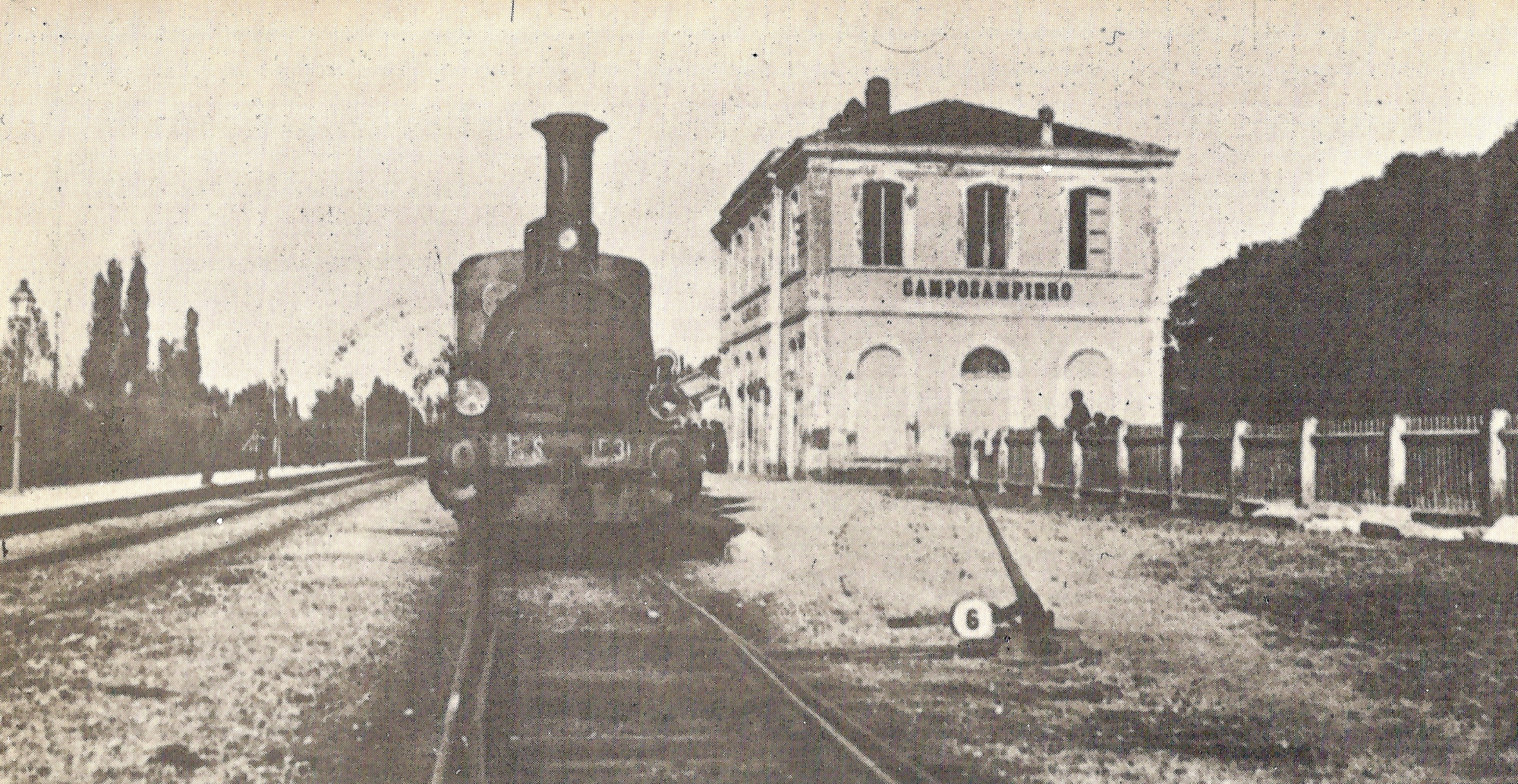
Vecchio edificio della stazione di Camposampiero (foto di inizio secolo). In primo piano la locomotiva a vapore FS 155.

La stazione di Camposampiero è una stazione ferroviaria posta alla confluenza delle linee Bassano del Grappa-Padova e Calalzo-Padova. Serve il centro abitato di Camposampiero.

## Storia
La stazione fu aperta all'esercizio l'11 ottobre 1877 assieme alla linea Bassano-Padova costruita dalla Società Veneta per Imprese e Costruzioni pubbliche (SV) per conto di un consorzio costituito dalla province di Padova, Vicenza e Treviso.
L'impianto ha seguito le vicende della linee consorziali della SV: nel 1882 passò in gestione alla Società Italiana per le strade ferrate meridionali, nel 1896 tornò sotto l'egida della Veneta, mentre dopo il 1905 fu esercita dalle Ferrovie dello Stato.
Nel 1886, la SV costruì la diramazione per Montebelluna.
Negli anni 30 si aggiunse una terza linea, la Treviso-Ostiglia e in questo contesto venne costruito il nuovo edificio della stazione, attivo fino ad oggi.
Per ospitare il personale ferroviario, venne inoltre costruita una palazzina a quattro piani, tuttora esistente, all'inizio di via Marconi, in direzione del centro cittadino.
Il vecchio edificio della stazione è oggi sede e bar del circolo pensionati di Camposampiro e in parte adibito ad abitazioni.
Lungo tutto l'asse della vecchia ferrovia corre la pista ciclabile Treviso-Ostiglia.

### Operazione Vallum
Nel 2015, durante i lavori di demolizione del cavalcaferrovia a sud dell’ospedale, è stata rinvenuta una bomba d’aereo risalente al 2° Conflitto Mondiale di fabbricazione inglese, del peso di circa 500 libbre (200 chilogrammi). 
Il cavalcavia venne inaugurato il 18 novembre 1934 durante il regime. Pochi anni dopo, durante gli ultimi giorni dell'anno 1944 e i primi mesi del 1945, l'area compresa fra il convento dei frati e l'ospedale, venne interessata da bombardamenti alleati, provocando numerosi morti fra i civili. Nei giorni a cavallo fra i due anni, (il 26 dicembre 1944 verso le 12:30 e nella la notte fra 30 ed il 31 gennaio 1945) i bombardamenti colpirono in particolare l'area della chiesa di San Marco nei pressi del cavalcavia, provocando la distruzione della canonica e alcune abitazioni civili.
La bomba è stata neutralizzata il giorno 11 ottobre 2015 dagli artificieri del 2º Reggimento Genio Guastatori Alpini di Trento, nel corso di un'operazione soprannominata “Vallum”.
Le operazioni si sono concluse con la distruzione dell'ordigno, mediante brillamento, nella cava di Orgiano presso Vicenza.

## Strutture e impianti
Ad est della linea ferrata, verso il centro storico del paese si trova l'edificio viaggiatori il quale ospita una biglietteria self-service, i bagni (frequentemente chiusi a causa di ripetuti e continui atti vandalici), una piccola sala d'attesa e un bar-edicola con vendita biglietti.
Da questa struttura è possibile raggiungere tutti i binari per mezzo di un sottopassaggio pedonale che attraversa completamente la ferrovia.
La stazione è dotata di cinque binari con 3 banchine tutte coperte da pensiline e tutte accessibili per mezzo di ascensori, le due che servono i binari 2+3 e 4+5 sono ad isola e sono rialzate mentre la banchina che serve il binario 1 non è rialzata.
La stazione è stata ammodernata e adeguata agli standard SFMR nei primi anni 2000, non sono presenti però le pensiline unificate SFMR nelle banchine ma solo negli stalli per le biciclette e come pensilina per la fermata dell'autobus.
Nell'area della stazione è presente una struttura un tempo adibita a magazzino merci ferroviario, oggi dismesso. 
L'attuale parcheggio, antistante il magazzino merci, è stato ricavato da un'area precedentemente destinata alla movimentazione dei treni.

### Locomotiva FS 835.234
Presso la stazione, in via Marconi è stato monumentato il loco-tender a vapore FS 835.234 appartenente al gruppo 835.
La locomotiva venne ordinata, assieme ad altre 54, (835.201-254) nel 1910, costruita dalla OM, nello stabilimento di Napoli Hawthorn Guppy, e consegnata l'anno successivo.
Come tutti i membri della famiglia 835, la FS 835.234 era adibita principalmente alla movimentazione del materiale rotabile nei pressi delle stazioni e dei raccordi ferroviari.
Nel 1963, 1965 e 1967 la locomotiva è vista in servizio presso Cremona.
Nel marzo del 1970 la locomotiva è documentata presso le Officine di Verona Porta Vescovo.
Nel maggio 1972 è fotografata alla testa di una fila di carri merce presso Cremona. Nel 1974 viene vista in servizio presso Verona.
L'ultimo deposito locomotive di assegnazione è quello di Mestre dove ne scade la manutenzione OVIS (Officina Visita Interna Speciale) alla caldaia il 25 febbraio 1980.
La locomotiva venne concessa in uso al comune di Camposampiero dalle Ferrovie dello Stato nel 1982 e monumentata. Operazioni di restauro sono avvenute nel 2011.
Nei pressi del magazzino merci si trova una torre dell'acqua e una colonna idraulica a braccio mobile utilizzata per rifornire d'acqua i tender delle locomotive a vapore. Entrambe le strutture sono attualmente dismesse.

## Movimento
La stazione è servita da treni regionali svolti da Trenitalia nell'ambito del contratto di servizio stipulato con le regioni interessate.

## Servizi
La stazione dispone di:
- Bar edicola con rivendita biglietti
- Biglietteria automatica
- Sala d'attesa
- Servizi igienici